# Могильченко, Григорий Сергеевич
Григорий Сергеевич Могильченко (1900—1976) — новатор колхозного производства, председатель колхоза им. Серго Орджоникидзе Лозовского района Харьковской области УССР.
Дважды Герой Социалистического Труда (1948, 1958).

## Биография
Родился 30 декабря (17 декабря по старому стилю) 1900 года в селе Катериновка Лозовского района Харьковской области.
В 1926-1929 председатель Екатериновского сельсовета.
С 1929 года председатель колхоза им. С. Орджоникидзе Лозовского района Харьковской области. Под руководством Могильченко колхоз стал одним из передовых хозяйств республики. В 1967 году колхоз был награждён орденом Ленина.
Член КПСС с 1949 года. Делегат XXI—XXII и XXIV-го съездов КПСС. Депутат Верховного Совета УССР 3—8-го созывов. Делегат Украинского (1969) и 3-го Всесоюзного съездов колхозников (1969).
Умер Григорий Сергеевич 18 августа 1976 года.

## Награды
- Дважды Герой Социалистического Труда:
  - 07.05.1948 — за высокие урожаи пшеницы,
  - 26.02.1958 — за успехи в развитии сельского хозяйства.
- Награждён 2 орденами Ленина, орденами Октябрьской Революции, Трудового Красного Знамени, Красной Звезды, Дружбы народов, медалями СССР, а также медалями ВСХВ и ВДНХ.

## Память
- Украинский писатель Павел Оровецкий написал книгу «Григорій Могильченко».[5]
- На родине Могильченко Г. С. установлен бронзовый бюст.[6]
- В селе https://uk.m.wikipedia.org/wiki/Катеринівка_(Лозівський_район) названа улица.